# Lisa Marie Presley
Lisa Marie Presley (ur. 1 lutego 1968 w Memphis, zm. 12 stycznia 2023 w Calabasas) – amerykańska aktorka, autorka tekstów piosenek i piosenkarka. Córka Priscilli i Elvisa Presleyów, z tego powodu czasem nazywana „księżniczką rock and rolla”.

## Życiorys
Urodziła się w Memphis w stanie Tennessee jako córka modelki i aktorki Priscilli Presley i gwiazdora rock and rolla Elvisa Presleya. Kiedy miała dziewięć lat, jej ojciec został znaleziony nieprzytomny w łazience w swojej posiadłości Graceland w Memphis. Na mocy testamentu była jedyną spadkobierczynią majątku pozostałego po ojcu, ale mogła nim rozporządzać dopiero po ukończeniu 30. roku życia. Odkąd skończyła 11 lat, była wielokrotnie molestowana przez Michaela Edwardsa, ówczesnego partnera swojej matki.
W okresie edukacji wielokrotnie zmieniała szkołę, uczęszczała m.in. do John Thomas Dye School w Los Angeles, do szkoły francuskiej, do Apple Scientology School w Los Feliz, Happy Valley School w Ojai i Lewis Carroll School w Woodland Hills. Jako nastolatka przez pół roku pracowała jako asystentka Jerry’ego Schillinga, menedżera talentów i członka zarządu Elvis Presley Enterprises.
Jakiś czas po narodzinach syna w 1992 podjęła naukę śpiewu. Nagrała w studiu One on One w Los Angeles kasetę z coverem piosenki Arethy Franklin „Baby I Love You”, a następnie demo z autorskimi piosenkami, którymi zainteresowała branżę muzyczną, m.in. Prince’a i Michaela Jacksona. 16 sierpnia 1997 ukazał się teledysk do utworu „Don’t Cry Daddy”, w którym do oryginalnego głosu Elvisa Presleya dodany został jej głos, tworząc efekt duetu. W 2003 wydała debiutancki singiel „Lights Out”. Później wydała trzy solowe albumy: To Whom It May Concern (2003), Now What #9 (2005) i Storm&Grace (2012).
10 stycznia 2023, na dwa dni przed śmiercią, wzięła udział w 80. ceremonii wręczenia Złotych Globów.

## Życie prywatne
Była czterokrotnie zamężna. W 1987 poznała piosenkarza i gitarzystę Danny’ego Keougha, z którym wzięła ślub 3 października 1988 i miała dwoje dzieci: córkę Danielle Riley (ur. 29 maja 1989) i Benjamina Storma (ur. 21 października 1992, zm. 12 lipca 2020). Mieszkali w Beverly Hills. 6 maja 1994 wzięli rozwód. Od 26 maja 1994 do sierpnia 1996 była żoną piosenkarza Michaela Jacksona. W latach 2001–2002 spotykała się z aktorem Nicolasem Cage’em, za którego wyszła 10 sierpnia 2002, jednak już 16 maja 2004 został sfinalizowany ich rozwód. 22 stycznia 2006 w Kioto poślubiła gitarzystę Michaela Lockwooda, z którym miała córki bliźniaczki: Finley Aaron Love i Harper Vivienne Ann (ur. 7 października 2008). W czerwcu 2016 wniosła o rozwód; w wyroku sądowym w tygodniu z 13 lutego 2017 poinformowała, że na komputerze męża znalazła setki zdjęć i filmów z pornografią dziecięcą.
Należała do Kościoła scjentologicznego. W 2008, niedługo po narodzinach córek poprzez cesarskie cięcie, uzależniła się od opioidów, a niedługo później zerwała z religią i zaczęła izolować się od ludzi. Była uzależniona także od kokainy.
Zmarła wskutek zatrzymania akcji serca 12 stycznia 2023 w Calabasas w stanie Kalifornia, o czym powiadomiła jej matka. Według raportu z sekcji jej zwłok, zmarła z powodu „następstw niedrożności jelita cienkiego” spowodowanej operacją bariatryczną, której się poddała.
|  |  |  |  |  |  |  |  |  |  |  |  |  |  |  |  |                    |                    |                    |                    |                             |                    | Vernon Presley | Vernon Presley | Vernon Presley | Vernon Presley | Vernon Presley | Vernon Presley |               |               | Gladys Love Presley | Gladys Love Presley | Gladys Love Presley | Gladys Love Presley | Gladys Love Presley | Gladys Love Presley |                    |                    | James Wagner       | James Wagner       | James Wagner               | James Wagner               | James Wagner               | James Wagner               |                            |                            | Anna Iversen      | Anna Iversen      | Anna Iversen                 | Anna Iversen                 | Anna Iversen                 | Anna Iversen                 |                              |                              | Paul Beaulieu | Paul Beaulieu | Paul Beaulieu | Paul Beaulieu | Paul Beaulieu | Paul Beaulieu |  |  |  |  |  |  |  |  |  |  |  |  |  |  |
|  |  |  |  |  |  |  |  |  |  |  |  |  |  |  |  |                    |                    |                    |                    |                             |                    | Vernon Presley | Vernon Presley | Vernon Presley | Vernon Presley | Vernon Presley | Vernon Presley |               |               | Gladys Love Presley | Gladys Love Presley | Gladys Love Presley | Gladys Love Presley | Gladys Love Presley | Gladys Love Presley |                    |                    | James Wagner       | James Wagner       | James Wagner               | James Wagner               | James Wagner               | James Wagner               |                            |                            | Anna Iversen      | Anna Iversen      | Anna Iversen                 | Anna Iversen                 | Anna Iversen                 | Anna Iversen                 |                              |                              | Paul Beaulieu | Paul Beaulieu | Paul Beaulieu | Paul Beaulieu | Paul Beaulieu | Paul Beaulieu |  |  |  |  |  |  |  |  |  |  |  |  |  |  |
|  |  |  |  |  |  |  |  |  |  |  |  |  |  |  |  |                    |                    |                    |                    |                             |                    |                |                |                |                |                |                |               |               |                     |                     |                     |                     |                     |                     |                    |                    |                    |                    |                            |                            |                            |                            |                            |                            |                   |                   |                              |                              |                              |                              |                              |                              |               |               |               |               |               |               |  |  |  |  |  |  |  |  |  |  |  |  |  |  |
|  |  |  |  |  |  |  |  |  |  |  |  |  |  |  |  |                    |                    |                    |                    |                             |                    |                |                |                |                |                |                |               |               |                     |                     |                     |                     |                     |                     |                    |                    |                    |                    |                            |                            |                            |                            |                            |                            |                   |                   |                              |                              |                              |                              |                              |                              |               |               |               |               |               |               |  |  |  |  |  |  |  |  |  |  |  |  |  |  |
|  |  |  |  |  |  |  |  |  |  |  |  |  |  |  |  |                    |                    |                    |                    |                             |                    |                |                |                |                | Elvis Presley  | Elvis Presley  | Elvis Presley | Elvis Presley | Elvis Presley       | Elvis Presley       |                     |                     |                     |                     |                    |                    |                    |                    |                            |                            | Priscilla Presley          | Priscilla Presley          | Priscilla Presley          | Priscilla Presley          | Priscilla Presley | Priscilla Presley |                              |                              |                              |                              |                              |                              |               |               |               |               |               |               |  |  |  |  |  |  |  |  |  |  |  |  |  |  |
|  |  |  |  |  |  |  |  |  |  |  |  |  |  |  |  |                    |                    |                    |                    |                             |                    |                |                |                |                | Elvis Presley  | Elvis Presley  | Elvis Presley | Elvis Presley | Elvis Presley       | Elvis Presley       |                     |                     |                     |                     |                    |                    |                    |                    |                            |                            | Priscilla Presley          | Priscilla Presley          | Priscilla Presley          | Priscilla Presley          | Priscilla Presley | Priscilla Presley |                              |                              |                              |                              |                              |                              |               |               |               |               |               |               |  |  |  |  |  |  |  |  |  |  |  |  |  |  |
|  |  |  |  |  |  |  |  |  |  |  |  |  |  |  |  |                    |                    |                    |                    |                             |                    |                |                |                |                |                |                |               |               |                     |                     |                     |                     |                     |                     |                    |                    |                    |                    |                            |                            |                            |                            |                            |                            |                   |                   |                              |                              |                              |                              |                              |                              |               |               |               |               |               |               |  |  |  |  |  |  |  |  |  |  |  |  |  |  |
|  |  |  |  |  |  |  |  |  |  |  |  |  |  |  |  |                    |                    |                    |                    |                             |                    | Danny Keough   | Danny Keough   | Danny Keough   | Danny Keough   | Danny Keough   | Danny Keough   |               |               |                     |                     |                     |                     | Lisa Marie Presley  | Lisa Marie Presley  | Lisa Marie Presley | Lisa Marie Presley | Lisa Marie Presley | Lisa Marie Presley |                            |                            |                            |                            |                            |                            | Michael Lockwood  | Michael Lockwood  | Michael Lockwood             | Michael Lockwood             | Michael Lockwood             | Michael Lockwood             |                              |                              |               |               |               |               |               |               |  |  |  |  |  |  |  |  |  |  |  |  |  |  |
|  |  |  |  |  |  |  |  |  |  |  |  |  |  |  |  |                    |                    |                    |                    |                             |                    | Danny Keough   | Danny Keough   | Danny Keough   | Danny Keough   | Danny Keough   | Danny Keough   |               |               |                     |                     |                     |                     | Lisa Marie Presley  | Lisa Marie Presley  | Lisa Marie Presley | Lisa Marie Presley | Lisa Marie Presley | Lisa Marie Presley |                            |                            |                            |                            |                            |                            | Michael Lockwood  | Michael Lockwood  | Michael Lockwood             | Michael Lockwood             | Michael Lockwood             | Michael Lockwood             |                              |                              |               |               |               |               |               |               |  |  |  |  |  |  |  |  |  |  |  |  |  |  |
|  |  |  |  |  |  |  |  |  |  |  |  |  |  |  |  |                    |                    |                    |                    |                             |                    |                |                |                |                |                |                |               |               |                     |                     |                     |                     |                     |                     |                    |                    |                    |                    |                            |                            |                            |                            |                            |                            |                   |                   |                              |                              |                              |                              |                              |                              |               |               |               |               |               |               |  |  |  |  |  |  |  |  |  |  |  |  |  |  |
|  |  |  |  |  |  |  |  |  |  |  |  |  |  |  |  |                    |                    |                    |                    |                             |                    |                |                |                |                |                |                |               |               |                     |                     |                     |                     |                     |                     |                    |                    |                    |                    |                            |                            |                            |                            |                            |                            |                   |                   |                              |                              |                              |                              |                              |                              |               |               |               |               |               |               |  |  |  |  |  |  |  |  |  |  |  |  |  |  |
|  |  |  |  |  |  |  |  |  |  |  |  |  |  |  |  | Ben Smith-Petersen | Ben Smith-Petersen | Ben Smith-Petersen | Ben Smith-Petersen | Ben Smith-Petersen          | Ben Smith-Petersen |                |                | Riley Keough   | Riley Keough   | Riley Keough   | Riley Keough   | Riley Keough  | Riley Keough  |                     |                     | Benjamin Keough     | Benjamin Keough     | Benjamin Keough     | Benjamin Keough     | Benjamin Keough    | Benjamin Keough    |                    |                    | Finley Aaron Love Lockwood | Finley Aaron Love Lockwood | Finley Aaron Love Lockwood | Finley Aaron Love Lockwood | Finley Aaron Love Lockwood | Finley Aaron Love Lockwood |                   |                   | Harper Vivienne Ann Lockwood | Harper Vivienne Ann Lockwood | Harper Vivienne Ann Lockwood | Harper Vivienne Ann Lockwood | Harper Vivienne Ann Lockwood | Harper Vivienne Ann Lockwood |               |               |               |               |               |               |  |  |  |  |  |  |  |  |  |  |  |  |  |  |
|  |  |  |  |  |  |  |  |  |  |  |  |  |  |  |  | Ben Smith-Petersen | Ben Smith-Petersen | Ben Smith-Petersen | Ben Smith-Petersen | Ben Smith-Petersen          | Ben Smith-Petersen |                |                | Riley Keough   | Riley Keough   | Riley Keough   | Riley Keough   | Riley Keough  | Riley Keough  |                     |                     | Benjamin Keough     | Benjamin Keough     | Benjamin Keough     | Benjamin Keough     | Benjamin Keough    | Benjamin Keough    |                    |                    | Finley Aaron Love Lockwood | Finley Aaron Love Lockwood | Finley Aaron Love Lockwood | Finley Aaron Love Lockwood | Finley Aaron Love Lockwood | Finley Aaron Love Lockwood |                   |                   | Harper Vivienne Ann Lockwood | Harper Vivienne Ann Lockwood | Harper Vivienne Ann Lockwood | Harper Vivienne Ann Lockwood | Harper Vivienne Ann Lockwood | Harper Vivienne Ann Lockwood |               |               |               |               |               |               |  |  |  |  |  |  |  |  |  |  |  |  |  |  |
|  |  |  |  |  |  |  |  |  |  |  |  |  |  |  |  |                    |                    |                    |                    |                             |                    |                |                |                |                |                |                |               |               |                     |                     |                     |                     |                     |                     |                    |                    |                    |                    |                            |                            |                            |                            |                            |                            |                   |                   |                              |                              |                              |                              |                              |                              |               |               |               |               |               |               |  |  |  |  |  |  |  |  |  |  |  |  |  |  |
|  |  |  |  |  |  |  |  |  |  |  |  |  |  |  |  |                    |                    |                    |                    | Tupelo Storm Smith-Petersen |                    |                |                |                |                |                |                |               |               |                     |                     |                     |                     |                     |                     |                    |                    |                    |                    |                            |                            |                            |                            |                            |                            |                   |                   |                              |                              |                              |                              |                              |                              |               |               |               |               |               |               |  |  |  |  |  |  |  |  |  |  |  |  |  |  |

## Filmografia
- 1997: HIStory on Film, Volume II – ona sama
- 2003: 200 Greatest Pop Culture Icons – ona sama
- 2003: Starring
- 2005: Nieznany Elvis – ona sama

## Dyskografia
- 2003: To Whom It May Concern #5
- 2005: Now What # 9
- 2012: Storm&Grace